# Peracáridos
Os peracáridos' (Peracarida) são uma superordem que abriga um grande grupo de crustáceos, cujos membros possuem modificações dos apêndices torácicos (oostergitos, enditos especializados), originando estrutura incubadora de ovos, denominada marsúpio. São caracterizados por possuírem: um par de maxilípedes (raramente dois ou três); mandíbulas dotadas de lacinia mobilis; carapaça que por vezes é de reduzido tamanho e não se apresenta fundida com os somitos torácicos posteriores.
Podem ser encontrados em praticamente qualquer tipo de habitat aquático como lagos frios profundos, fontes termais superficiais, águas subterrâneas intersticiais, e até ambientes terrestres úmidos, por não possuírem adaptações de resistência à dessecação. Esses animais são tipicamente consumidores primários ou detritívoros. Também, são predominantemente dioicos, podendo a ordem dos tanaidáceos  conter espécies que exibem protoginia, uma forma de hermafroditismo em que os adultos mudam do sexo feminino para o masculino ao longo da vida. O acasalamento e a fertilização ocorrem durante ou próximo à fase de muda das fêmeas.  Muitos crustáceos apresentam cuidado parental,  estratégia que evoluiu independentemente em diferentes linhagens. A exemplo disso, há o marsúpio das fêmeas (com a exceção da ordem Thermosbaenacea, em que a carapaça forma uma bolsa incubadora dorsal), especializada em reter ovos e prole em estágios iniciais de desenvolvimento. 
Entre os peracáridos mais comuns e diversos destacam-se os Amphipoda, com aproximadamente 1900 espécies descritas, constituem o grupo mais diversificado peracarídeos em água doce e habitats subterrâneos, e os Isopoda, com cerca de 950 espécies descritas, comuns em águas frias. Já os Tanaidáceos e Cumáceos são marinhos em sua maioria, porém bem menos diversos.   Thermosbaenáceos, por outro lado, são limitados a habitats como cavernas, água doce ou mar profundo.
Quanto a filogenia, Peracarida se encontra dentro da classe Malacostraca.

## Morfologia Externa

Esquema da mandíbula de um peracárido: 1- Molar; 2- Fileira de espinhos; 3- Lacinia mobilis; 4- Incisor; 5- Palpo

As ordens que compõem a superordem Peracarida, apesar de considerável diversidade de características anatômicas, compartilham de estruturas morfológicas importantes. Dentre elas  destaca-se: (i) as mandíbulas que apresentam, entre os processos molar e incisivo, uma estrutura acessória articulada, denominada lacinia mobilis ; (ii) a condição unirreme derivada da birreme, presente nos crustáceos, que apresenta apêndices estruturados em protopoditos, compostos por coxa e base, onde se inserem, respectivamente endito e exito, e endopodito e exopodito (ausente nos pereópodes de Peracarida, exceto em Mysida); (iii) como outros Malacostraca, a presença de alguns apêndices torácicos modificados para captura de alimentos , possuem um par de maxilípedes (raramente dois ou três) inseridos nos segmentos anteriores do tórax, com endopoditos tipicamente em forma de lâmina direcionados para frente; (iv) os enditos torácicos, mais posteriores, achatados e finos, denominados oostergitos , que constituem uma bolsa incubadora conjuntamente com a superfície ventral de segmentos, geralmente do 2 ao 5 , denominada marsúpio, presente em todas as espécies do grupo, característica exclusiva do clado, com exceção a ordem Thermosbaenacea (em que a carapaça incuba os ovos) .

Anatomia externa de um peracárido (Amphipoda): 1- Pleópodes; 2- Télson; 3- Urópodes; 4- Antena 1; 5- Rostro; 6- Pereópode; 7- Gnatópodes; 8- Antena 2; 9- Cabeça; 10- Tórax; 11- Abdômen; 12- Metassoma; 13- Urossoma; 14- Olhos.

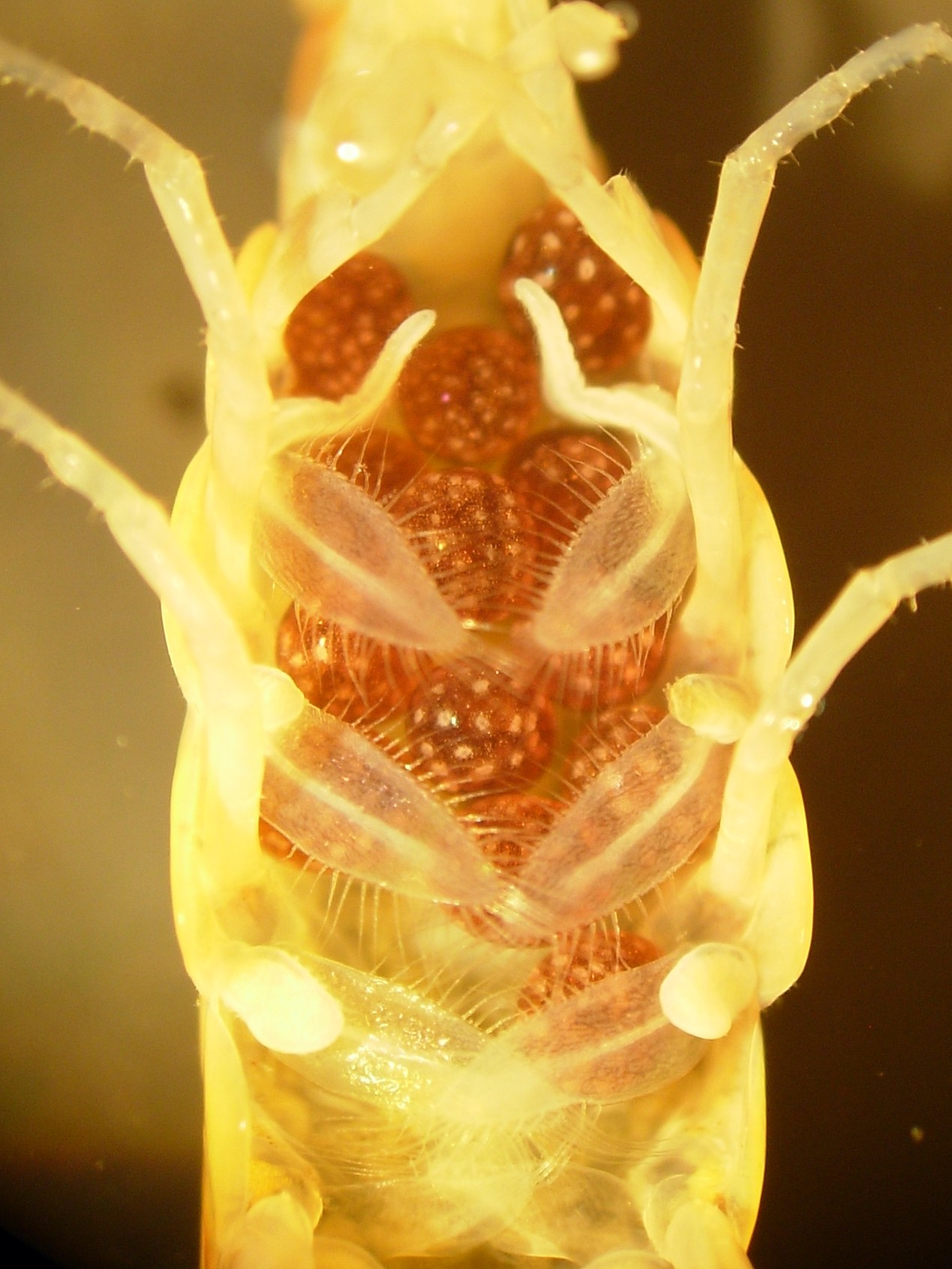
Fêmea de Orchestia gammarellus com oostegitos e marsúpio evidentes.

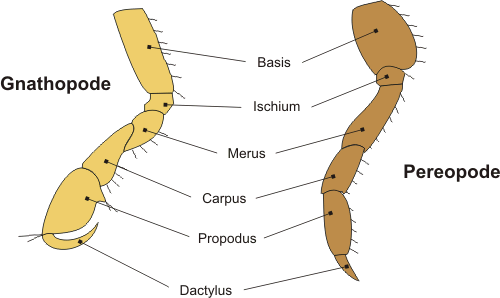
Esquema de gnatópode à esquerda e periópode à direita. De proximal para distal são representados: base, ísquio, mero, carpo, própodo e dáctilo.

Os membros de Peracarida apresentam corpo dividido em tagmas: cabeça, tórax e abdômen; sendo, no entanto, mais apropriado o uso do termo cefalotórax para se referir aos dois primeiros, uma vez que há fusão dos segmentos cefálicos com um ou mais segmentos torácicos. No cefalotórax estão inseridos aos pares, da parte anterior para a posterior, olhos, seguidos de antênula (antena 1), antena (antena 2), mandíbula, primeira maxila, segunda maxila e, no segmento fusionado do tórax, maxilípede . Quando presente, a carapaça se funde aos primeiro segmentos torácicos , não se fundindo aos pereonitos posteriores .
O pereion (região do tórax) é composto por, normalmente, sete segmentos em que se inserem apêndices denominados pereópodes. Geralmente unirremes (exopodito ausente), apresentam endopodito dividido em, de proximal para distal, ísquio, mero, carpo, própodo e dáctilo. Esses apêndices são especializados para a alimentação, locomoção, reprodução e maturação dos ovos. Nos segmentos torácicos anteriores podem ocorrer pereópodes modificados, que ganham o nome de gnatópodes, em que as estruturais mais distais, própodo e dáctilo, assumem a conformação de pinça, auxiliando na alimentação, defesa e acasalamento .
O pléon (região abdominal) é composto por seis segmentos verdadeiros e um télson , sem ramos caudais . Nesses segmentos se inserem apêndices distintos dos pereópodes, denominados pleópodes, que apresentam especificidades dependendo da ordem do indivíduo analisado (podem ser birremes, por exemplo). Os apêndices abdominais mais anteriores são menos rígidos agindo funcionalmente na respiração e natação, já os posteriores costumam ser modificados em urópodes .

## Taxonomia

### Ordens
A maioria dos autores que estudam características morfológicas de Malacostraca sugerem uma filogenia monofilética para Peracarida, formando um cladograma bem sustentado que é grupo irmão de Eucarida, um artigo é exceção que propõe que Peracarida é um grupo dentro do clado polifilético Eucarida.
Os peracáridos são usualmente divididos em nove ordens viventes:
- Amphipoda Latreille, 1816
- Bochusacea Guto & Iliffe, 1998
- Cumacea Krøyer, 1846
- Ingolfiellida, Hansen, 1903
- Isopoda Latreille, 1817
- Lophogastrida Sars, 1870
- Mictacea Bowman, Garner, Hessler, Iliffe & Sanders, 1985
- Mysida Haworth, 1825
- Spelaeogriphacea Gordon, 1957
- Stygiomysida Tchindonova, 1981
- Tanaidacea Dana, 1849
- Thermosbaenacea Monod, 1927

### Filogenia
Existem diversas discussões entre os autores sobre a posição de Mysida dentro da filogenia dos crustáceos. O clado já foi inclusive unido com Lophogastrida em um grupo chamado Mysidacea, dado que os membros de ambas ordens compartilham diversas características, por exemplo, a presença de olhos compostos e uma carapaça que cobre grande parte do tórax mas não funde com os quatro últimos segmentos torácicos (diferente do que é visto em Eucarida), os toracópodes bem desenvolvidos (para natação) e leque caudal, e o comportamento que é parecido. Além disso, Pygocephalomorpha, um grupo fóssil do Permiano, possui aparência similar a Lophogastrida, o que junto com outros fatores fez com que tradicionalmente Lophogastrida fosse identificado como um grupo mais primitivo dentro de Mysidacea. Todavia, a monofilia de Mysidacea tem sido questionada devido a dados moleculares e diversas diferenças morfológicas, uma delas seria que em Mysida a carapaça age como uma superfície respiratória em razão da ausência de brânquias, que estão presentes em Lophogastrida. Portanto, se levado em conta tais estudos mais recentes, é possível concluir que não só não existem evidências moleculares que sustentam a monofilia do grupo mas que Mysida sequer faz parte de Peracarida.
Isopoda e Amphipoda, dois dos maiores grupos de peracarida, também já foram considerados como um único grupo denominado Edriophthalma devido a certas características como a ausência de carapaça, a presença de olhos compostos sésseis e a falta de uma clara demarcação entre segmentos torácicos e abdominais. Hoje em dia um grupo unindo essas duas ordens entrou em desuso tanto devido a características morfológicas como diferenças nas brânquias quanto de acordo com estudos moleculares.
As divergências a respeito da classificação dos peracáridos não permitem que haja uma unanimidade acerca da filogenia da superordem. De acordo com estudos moleculares por Spears et al. (2005), o cladograma de Peracarida se apresenta da seguinte forma:
|  | Lophogastrida                                                  |
|  |                                                                |
|  | \| \| Spelaeogriphacea \| \| \| \| \| \| Amphipoda \| \| \| \| |
|  |                                                                |
|  | Spelaeogriphacea                                               |
|  |                                                                |
|  | Amphipoda                                                      |
|  |                                                                |

|  | Spelaeogriphacea |
|  |                  |
|  | Amphipoda        |
|  |                  |

|  | Lophogastrida                                                  |
|  |                                                                |
|  | \| \| Spelaeogriphacea \| \| \| \| \| \| Amphipoda \| \| \| \| |
|  |                                                                |
|  | Spelaeogriphacea                                               |
|  |                                                                |
|  | Amphipoda                                                      |
|  |                                                                |

|  | Spelaeogriphacea |
|  |                  |
|  | Amphipoda        |
|  |                  |

|  | Mictacea                                            |
|  |                                                     |
|  | \| \| Cumacea \| \| \| \| \| \| Isopoda \| \| \| \| |
|  |                                                     |
|  | Cumacea                                             |
|  |                                                     |
|  | Isopoda                                             |
|  |                                                     |

|  | Cumacea |
|  |         |
|  | Isopoda |
|  |         |

|  | Mictacea                                            |
|  |                                                     |
|  | \| \| Cumacea \| \| \| \| \| \| Isopoda \| \| \| \| |
|  |                                                     |
|  | Cumacea                                             |
|  |                                                     |
|  | Isopoda                                             |
|  |                                                     |

|  | Cumacea |
|  |         |
|  | Isopoda |
|  |         |

|  | Lophogastrida                                                  |
|  |                                                                |
|  | \| \| Spelaeogriphacea \| \| \| \| \| \| Amphipoda \| \| \| \| |
|  |                                                                |
|  | Spelaeogriphacea                                               |
|  |                                                                |
|  | Amphipoda                                                      |
|  |                                                                |

|  | Spelaeogriphacea |
|  |                  |
|  | Amphipoda        |
|  |                  |

|  | Lophogastrida                                                  |
|  |                                                                |
|  | \| \| Spelaeogriphacea \| \| \| \| \| \| Amphipoda \| \| \| \| |
|  |                                                                |
|  | Spelaeogriphacea                                               |
|  |                                                                |
|  | Amphipoda                                                      |
|  |                                                                |

|  | Spelaeogriphacea |
|  |                  |
|  | Amphipoda        |
|  |                  |

|  | Mictacea                                            |
|  |                                                     |
|  | \| \| Cumacea \| \| \| \| \| \| Isopoda \| \| \| \| |
|  |                                                     |
|  | Cumacea                                             |
|  |                                                     |
|  | Isopoda                                             |
|  |                                                     |

|  | Cumacea |
|  |         |
|  | Isopoda |
|  |         |

|  | Mictacea                                            |
|  |                                                     |
|  | \| \| Cumacea \| \| \| \| \| \| Isopoda \| \| \| \| |
|  |                                                     |
|  | Cumacea                                             |
|  |                                                     |
|  | Isopoda                                             |
|  |                                                     |

|  | Cumacea |
|  |         |
|  | Isopoda |
|  |         |

## Diversidade de algumas ordens

### Amphipoda

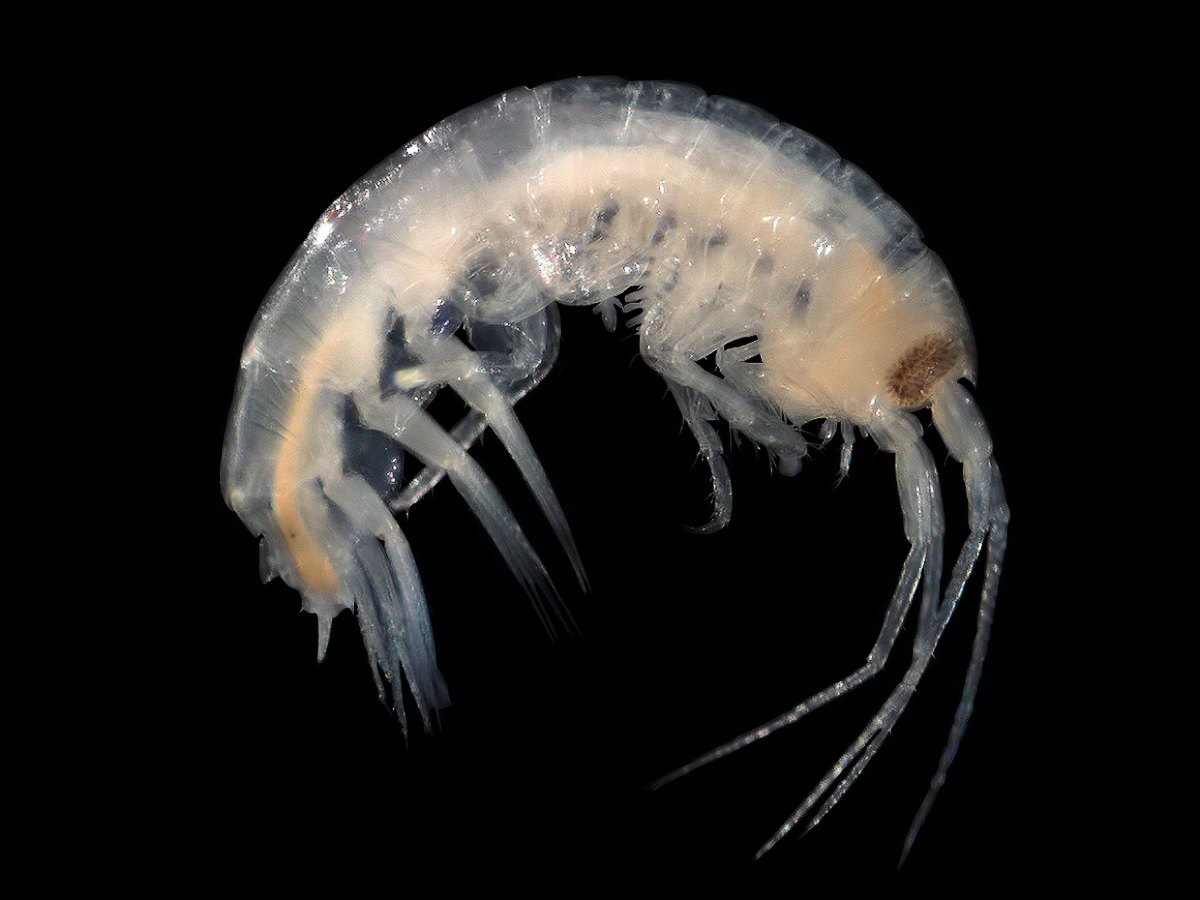
Atylus swammerdami, pertencente à ordem Amphipoda. Espécie de ocorrência relativamente baixa no Mar do Norte ao largo da costa belga, que preferencialmente habita em sedimentos finos a grosseiros, com um teor de lama de 30-40%.

Com aproximadamente 1900 espécies descritas, constituem o grupo mais diversificado peracarídeos em água doce e habitats subterrâneos. A maior parte dessa diversidade está nas regiões paleárticas, incluindo uma notável diversidade endêmica de mais de 350 espécies no Lago Baikal da Rússia. A diversidade da América do Sul, África, Australia e Ásia é menor, mas os anfípodes são ecologicamente proeminentes em muitos habitats dessas regiões. 

### Isopoda
Os isópodes, também chamados de percevejos aquáticos, compreendem cerca de 950 espécies de água doce descritas, cuja maioria é detritívora, havendo também carnívoros, carniceiros e, mais raramente, ectoparasitas de peixes. Os isópodes são habitantes comuns de águas frias, riachos, muitas lagoas e lagos e habitats subterrâneos. 

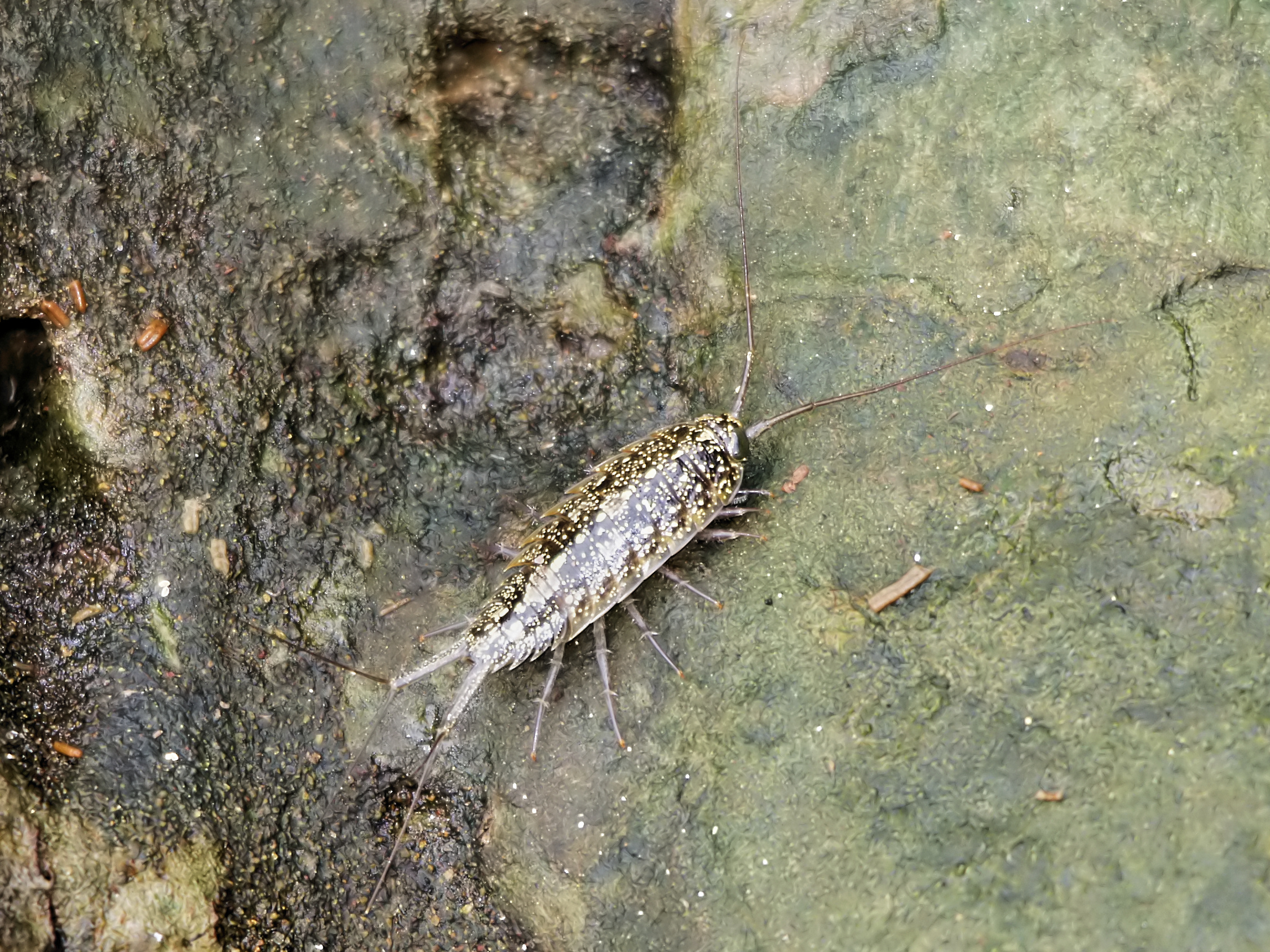
Ligia baudiniana, pertencente à ordem Isopoda. O gênero Ligia inclui aproximadamente 40 espécies nominais, a maioria das quais habita uma faixa estreita em rochas intertidais superiores.

### Cumacea,Tanaidacea,Thermosbaenacea
Outras ordens ocorrem com menos frequência em águas interiores. 

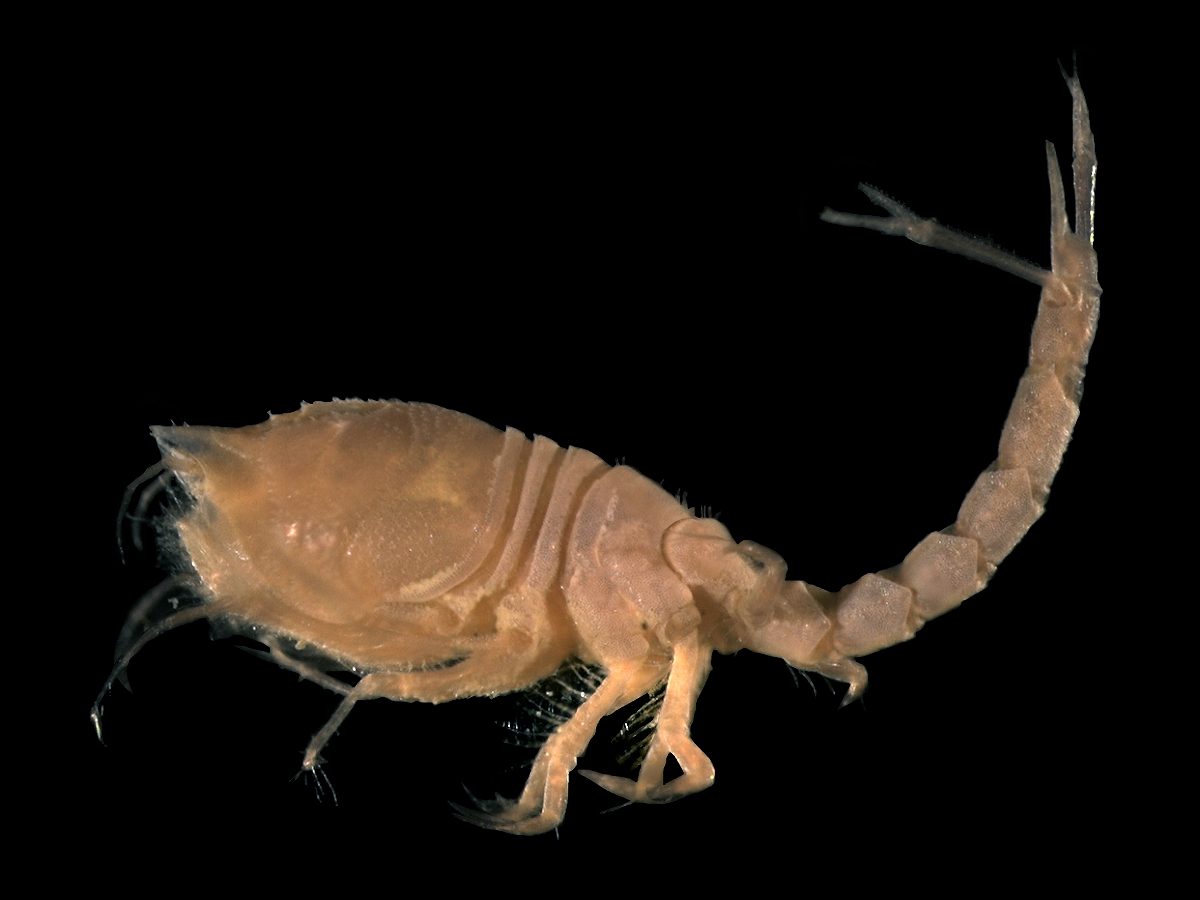
Diastylis bradyi, pertencente à ordem Cumacea. Essa espécie ocorre em depósitos grosseiros, entre 0 e 30 m de profundidade, geralmente em águas rasas.

Embora sejam quase inteiramente marinhos, alguns Cumacea e Tanaidacea ocorrem em águas continentais. Já os Thermosbaenacea ocorrem em água doce e são tipicamente despigmentadas e sem olhos por habitarem ambientes subterrâneos, principalmente cavernas,   nas regiões do Mediterrâneo e do Caribe, sendo a única ordem conhecida em Peracarida na qual o marsúpio é formado pela carapaça dorsal aumentada. 

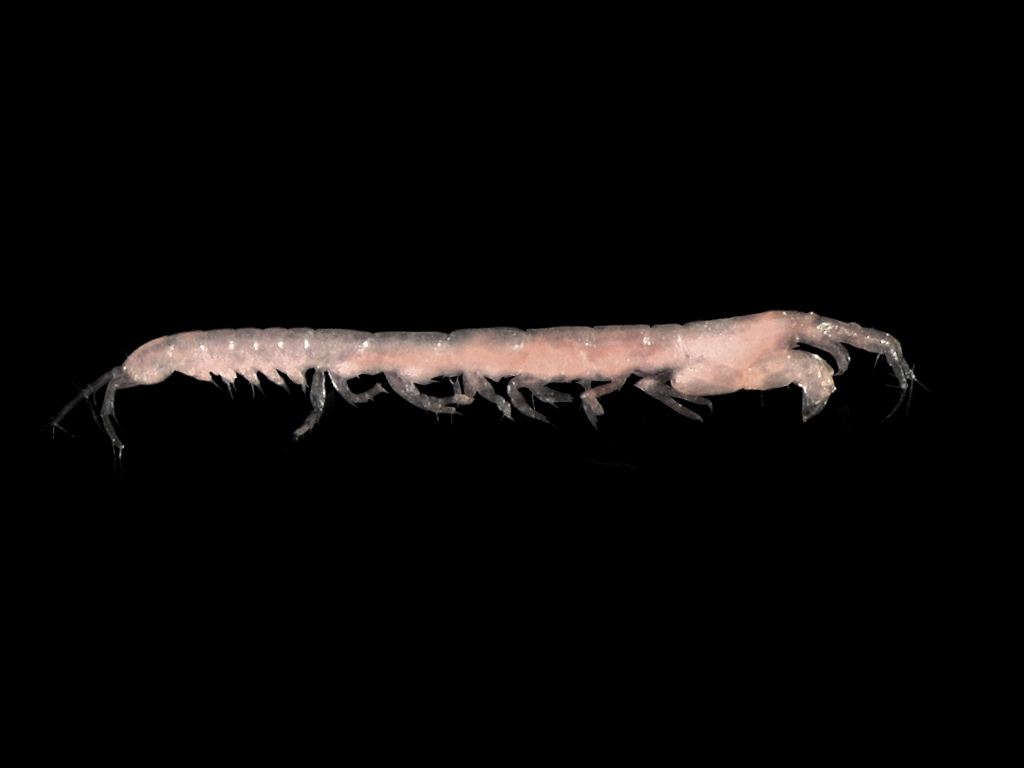
Tanaissus lilljeborgi, pertencente à ordem Tanaidaceae. Esta espécie é encontrada frequentemente nas camadas superiores das areias intertidais e sublitorais.

## Modo de Vida e Comportamento

### Habitat
Os Peracarida podem ser encontrados em praticamente qualquer tipo de habitat aquático permanente como lagos frios profundos, fontes termais superficiais, águas subterrâneas intersticiais, e até ambientes terrestres úmidos (por não possuírem adaptações para resistência à dessecação, geralmente não ocupam ambientes sujeitos à seca). No entanto, algumas espécies podem ser encontradas em riachos e lagoas intermitentes, buscando refúgio em águas intersticiais em períodos estiagem. 
Os Amphipoda podem ser encontrados em quase todos os tipos de habitats superficiais e subterrâneos. Aproximadamente 55% das espécies de água doce ocorrem em águas superficiais. Destes, muitos habitam alguns dos maiores lagos do mundo, incluindo o Lago Baikal, com pelo menos 375 espécies, o Lago Titicaca, o Mar Cáspio e os Grandes Lagos Laurentianos da América do Norte.  Também são abundantes em pequenos lagos, como lagos de caldeiras formados pelo recuo das geleiras no Pleistoceno, e são frequentemente o macroinvertebrado mais comum em ambientes de nascentes de água doce, que geralmente contêm apenas uma única espécie. 
Embora a maioria dos Isópodes de água doce sejam hipógeos, eles também são diversos e ecologicamente importantes em águas superficiais em muitas regiões, e frequentemente ocorrem em habitats com água corrente, como nascentes e córregos. Não são encontrados em lagos e geralmente exibem distribuições complementares aos anfípodes, embora existam exceções a essa regra. Os isópodes terrestres, como os da subordem Oniscidea, são os crustáceos melhor adaptados à vida fora da água. Eles são encontrados em florestas, campos, desertos e cavernas, e ocupam uma grande variedade de microhabitats, incluindo o interior de formigueiros e ninhos de cupins. 
No geral, anfípodes e isópodes estão entre os constituintes mais comuns e importantes das comunidades subterrâneas de metazoários, sendo geralmente caracterizados por tamanho muito pequeno, ausência de olhos, pigmentação e anexos modificados. Em toda a Europa, 62% dos isópodes e 47% das espécies de anfípodes são hipógeos, vivendo em cavernas e águas subterrâneas. Esses ambientes são muitas vezes ecossistemas pobres em nutrientes que dependem da entrada de detritos da superfície e estão sujeitos a grandes variações na disponibilidades de recursos alimentares. Consequentemente, as adaptações de muitas espécies subterrâneas incluem metabolismo lento, resistência à fome, baixas taxas de reprodução, tamanho de ovo grande e ciclos de vida longa.

### Alimentação

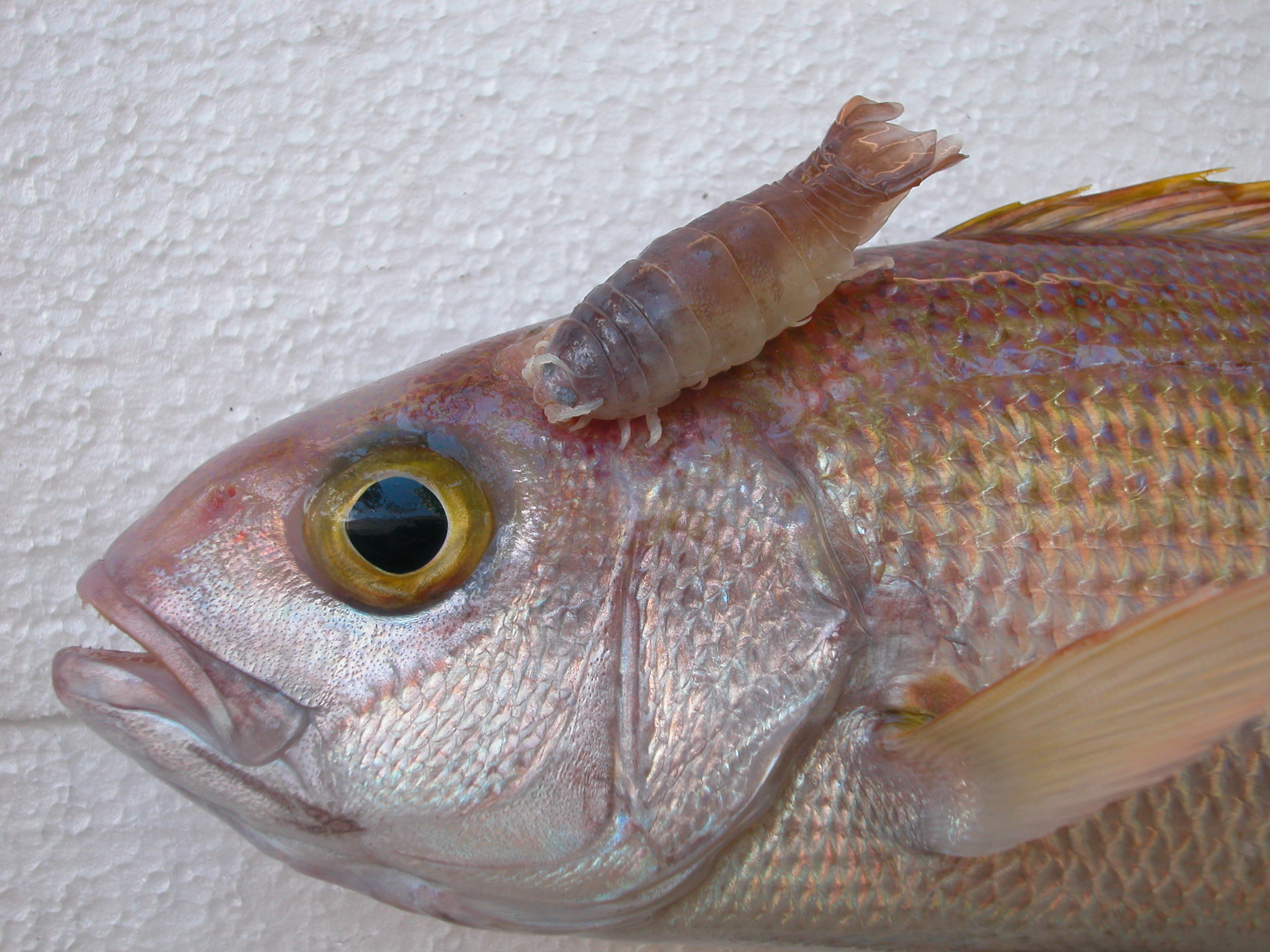
Anilocra gigantea, um Isopoda parasita de peixes.

Esses animais são tipicamente consumidores primários ou detritívoros em redes alimentares de água doce. Os Cumacea se alimentam de sedimentos bentônicos e consomem principalmente depósitos detríticos.  A maioria dos isópodes, por exemplo, são detritívoros ou onívoros, embora alguns sejam carnívoros e até mesmo parasitas de peixes e de outros crustáceos. Já os anfípodes são detritívoros e abundantes em muitos habitats lóticos. Alguns anfípodes de água doce são principalmente consumidores primários, enquanto outros são predadores, podendo ser o canibalismo um hábito comum. 
Apresentam uma variedade de mecanismos para capturar e ingerir alimentos, como, por exemplo, o processamento de material foliar com o auxílio de bactérias endossimbióticas,  modificação dos pereiópodes anteriores de isópodes e anfípodes em apêndices semelhantes a pinças usados para manipular e capturar alimentos, uso de antenas modificadas para capturar uma presa nadadora ou rastejadora,  modificação de partes bucais para filtrar pequenas partículas da coluna d’água. 

### Reprodução e cuidado parental
Os peracaridos  são predominantemente dioicos, mas a ordem dos tanaidáceos pode exibir espécies com protoginia, uma forma de hermafroditismo em que os adultos mudam do sexo feminino para o masculino ao longo de sua vida útil. 
A frequência e o tempo de reprodução variam grandemente entre as espécies de Peracarida. No entanto, em geral o acasalamento e a fertilização ocorrem durante ou próximo à muda das fêmeas.  Por isso, o comportamento de guarda do companheiro é comum. Essa breve janela de tempo para a fertilização favorece a proteção das fêmeas, e garante prole proveniente de um mesmo macho. 

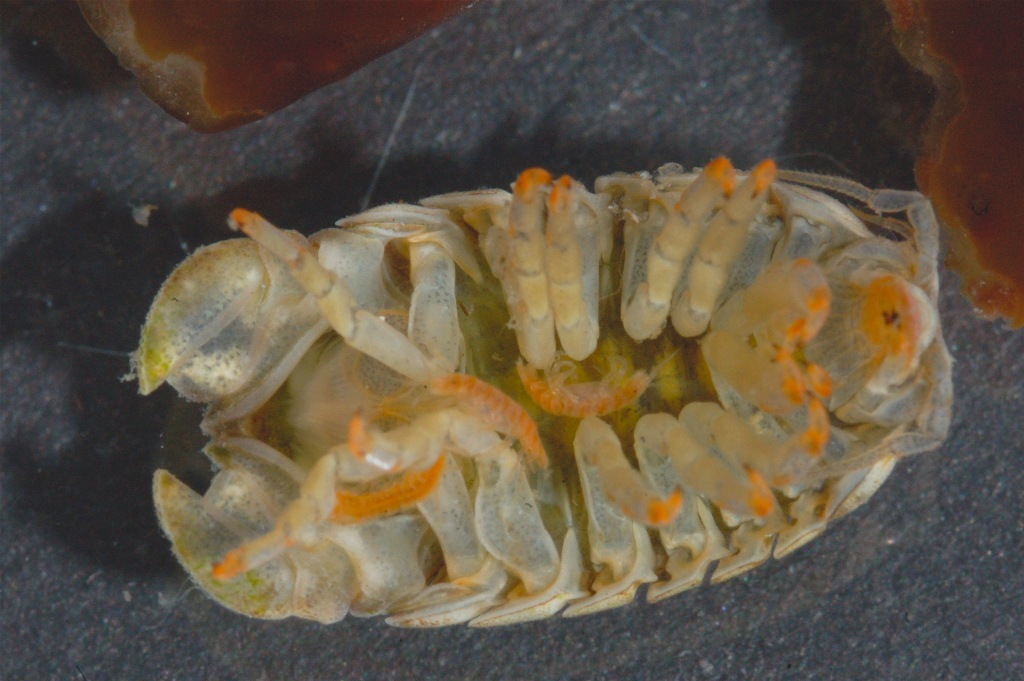
Pequenos Isópodes em desenvolvimento no marsúpio de uma fêmea de Lais pubescens.

Muitos crustáceos apresentam cuidado parental, aumentando suas chances de sobrevivência no habitat natural, estratégia que evoluiu independentemente em diferentes linhagens. O principal mecanismo em Peracarida é o marsúpio das fêmeas, uma bolsa incubadora ventral especializada em reter ovos e prole em estágios iniciais de desenvolvimento, formada a partir dos oostegitos, enditos coxais torácicos achatados e finos, com exceção da ordem Termosbaenacea, em que os ovos são incubados pela carapaça.  É sabido que há mais de 105 milhões as fêmeas da ordem Tanaidacea já possuíam marsúpio para cuidar de seus filhotes. 

## Desenvolvimento e Embriologia
Dentro dos Peracarida, a ordem mais tradicionalmente descrita quanto à sua embriologia é Amphipoda, mesmo que muitos dos aspectos ainda permaneçam controversos. De maneira geral, os anfípodes apresentam o mesmo padrão característico de divisão celular da banda germinal dos outros malacostracos, além de apresentarem clivagem precoce típica que os tornam um objeto importante de estudo para compreensão da evolução do desenvolvimento dos artrópodes. O desenvolvimento inicial segue uma clivagem total, radial e desigual, com um padrão determinado. No estágio de 8 células, observa-se 4 micrômeros e 4 macrômeros. O estágio de 16 células é o último com divisões regulares, dado que, posteriormente, os blastômeros passam a se dividir de forma assíncrona. O disco germinativo é formado tanto pelas células descendentes dos macrômeros quanto de algumas derivadas dos micrômeros. A migração das células descendentes dos macrômeros, além de envolvida com a formação dos discos germinativos, também é responsável simultaneamente pela extrusão da gema. Os micrômeros restantes formam a região extraembrionária. A gastrulação em si é iniciada por parte dos micrômeros do disco germinativo em formação. Há blastóporo verdadeiro que envolve invaginação e imigração de células. 
O desenvolvimento pós-embrionário geral dos Peracarida é direto, ou seja, sem estágio larval. Os organismos que acabam de eclodir dos ovos são extremamente semelhantes aos adultos quanto ao formato, variando apenas no tamanho do corpo. 

## Fisiologia

### Digestão
Os peracáridos possuem um sistema digestivo que segue os padrões básicos de outros membros de Malacostraca, mas existem algumas variações anatômicas que dependem da dieta das diferentes ordens. De maneira geral, o alimento primeiramente chega até as mandíbulas, onde ocorre a trituração antes da entrada pela boca. Posteriormente, passa pelo esôfago, até chegar à uma câmara especializada no estoque e moagem de alimentos recentemente digeridos, chamada de estômago cardíaco. O material, agora processado, chega ao estômago pilórico, onde os nutrientes dissolvidos circulam para o hepatopâncreas para digestão enzimática e absorção. O que não é digerido é movido diretamente em direção ao ânus, que se localiza no télson. 

### Respiração e Circulação
Os peracáridos possuem estruturas especializadas para a troca gasosa. Algumas ordens, como a dos misidáceos, possuem uma carapaça que atua como órgão para essas trocas, através do batimento rítmico dos epipoditos dos primeiros maxilípedes, que puxam a corrente de água através da superfície interna dessa estrutura. Já os anfípodes e os isópodes, que não possuem carapaça, utilizam as brânquias dos epipoditos, estruturalmente simples, localizados próximos à base dos pereópodes nos anfípodes e próximos à base dos pleópodes nos isópodes. O pigmento respiratório básico é a hemocianina, uma molécula à base de cobre que é azul pálida quando oxigenada e incolor quando desoxigenada.
O sistema circulatório, que é aberto, inclui um coração e um sistema arterial posicionado acima do intestino. O coração se localiza no pereion na maioria dos peracáridos, mas nos isópodes encontra-se no pléon, correspondendo à localização das brânquias neste grupo. A hemolinfa entra no coração quando este se encontra relaxado e com os óstios abertos, e sai para o sistema arterial quando o coração contrai, fechando os óstios. Posteriormente, segue pelos seios sanguíneos que variam em complexidade de maneira diretamente proporcional ao tamanho do corpo do organismo. A frequência cardíaca é controlada por um gânglio cardíaco, com modulação endócrina adicional. 

### Osmorregulação e Excreção
Nos peracáridos existem dois órgãos associados com a osmorregulação e a excreção: as brânquias e as antenas ou as glândulas maxilares (variando dependendo do táxon). As brânquias, além de atuarem nas trocas gasosas, também absorvem íons através de transporte ativo. A maior parte dos resíduos nitrogenados é eliminada por meio de difusão de amônia gasosa através do tegumento, mas íons de amônio podem ser liberados pelas brânquias. As antenas ou as glândulas maxilares, por sua vez, possuem uma estrutura denominada “labirinto”, que recebe o filtrado arterial. O filtrado passa pelo labirinto enquanto sais, aminoácidos e outras substâncias são reabsorvidos de maneira seletiva. A urina diluída é armazenada em uma bexiga e é periodicamente descarregada. 

## Dinâmica Populacional e Evolução
A dinâmica populacional da subordem é dependente de diversos fatores distintos. Espécies de peracáridos de águas mais quentes, por exemplo, costumam mostrar grandes flutuações em sua densidade populacional, que estão intrinsecamente relacionadas com a temperatura. Durante o verão, as densidades podem atingir milhares de indivíduos por metro quadrado, mas populações significantemente menores são observadas durante o inverno e o início da primavera. Já em espécies de águas mais frias, grandes flutuações são menos comuns. Outros fatores que também causam impacto na densidade populacional de peracáridos são aspectos como recursos alimentares, profundidade, composição da comunidade de predadores e química da água. Os peracáridos são presas muito importantes para vários vertebrados e mesmo invertebrados, e as respostas evolutivas à predação moldaram a morfologia, história de vida, fisiologia e comportamento de muitas espécies desse grupo de crustáceos. Como os peixes predadores detectam suas presas de maneira visual, geralmente se alimentam de indivíduos maiores, ocasionando a seleção de crustáceos com tamanho corporal menor e nível de atividade mais baixo. Um exemplo característico dessa seleção é o que ocorre com Asellus aquaticus em lagos suecos, dado que comumente ocupam plantações de juncos, onde consomem vegetação em decomposição. Dessa maneira, esses isópodes têm pigmentação escura, de acordo com a cor dos juncos quando em decomposição. Mudanças ecológicas recentes em alguns lagos causaram o estabelecimento de um novo habitat: camadas de pedra em um substrato bentônico claro. As populações de isópodes que colonizaram esses novos habitats adquiriram de maneira significativamente rápida uma coloração mais clara, que reduz sua detecção por peixes predadores. Outro exemplo é o do isópode Lirceus fontinalis, que responde aos peixes predadores de maneira comportamental, reduzindo ou aumentando sua atividade e alterando seu habitat. Além disso, os predadores também afetam o comportamento reprodutivo dos peracáridos. Os anfípodes, por exemplo, podem se acasalar por períodos mais curtos e terem menor seletividade em relação aos seus parceiros na presença dos peixes.
Ademais, o papel da competição na formação das comunidades de peracáridos também tem muita importância. Um estudo das interações competitivas entre duas espécies de isópodes (Asellus aquaticus e Proasellus coxalis) que apresentam dietas semelhantes mostra que Asellus tem sua densidade reduzida na presença de Proasellus, mas este último não é afetado pela competição interespecífica. Outro caso é o dos anfípodes do gênero Hyalella, dado que espécies que ocupam ambientes sem peixes são de maior porte e são competidores mais fortes do que espécies de pequeno porte e de habitats com predadores seletivos. Essa diferença na capacidade competitiva também foi observada em interações com organismos de outros filos, como caramujos Physella virgata. Entretanto, embora investigações experimentais de competição entre peracáridos e outras espécies, ou mesmo entre peracáridos, possam colaborar para os estudos sobre a ecologia da comunidade desses crustáceos, é preciso ter um cuidado minucioso com tais investigações. Tal cuidado é necessário dado a amplitude das dietas desses animais na natureza, que pode levar à limitações nas conclusões com base em experimentos que oferecem apenas uma pequena variedade de fontes alimentares. Possivelmente, a capacidade dos peracáridos de explorar uma grande variedade de recursos alimentares pode ser um fator que os protege de fortes declínios populacionais resultantes de competição.
Por fim, peracáridos abrigam uma variedade significativa de parasitas e patógenos. Os acantocéfalos são vermes que parasitam anfípodes e isópodes, e estudos demonstram os efeitos dessa interação sobre os crustáceos. Os peracáridos são hospedeiros intermediários do verme, sendo que peixes ou aves são os hospedeiros definitivos. Os cistacantos (estágio larval infectante) de muitos acantocéfalos são ricos em carotenóides, adquirindo uma coloração amarelada ou alaranjada, tornando-os mais visíveis nos peracáridos, que costumam ser mais transparentes. Evidências sugerem que essa coloração vibrante dos cistacantos aumenta as chances de transmissão para o hospedeiro definitivo. Esses parasitas também podem induzir mudanças no forrageamento, no comportamento reprodutivo e no período de muda dos hospedeiros, de modo a favorecer sua transmissão para hospedeiros definitivos. Nos anfípodes de G. pulex, por exemplo, os indivíduos aumentam o intervalo entre as mudas em resposta ao aumento da probabilidade de infecção por parasitas, provavelmente porque a infecção é mais provável quando a cutícula se encontra macia, logo após a muda. Dada a importância da muda no crescimento e na reprodução, essas mudanças podem resultar em diferenças significativas no nível da população e mesmo da comunidade dos peracáridos. 